# Günther Prokop

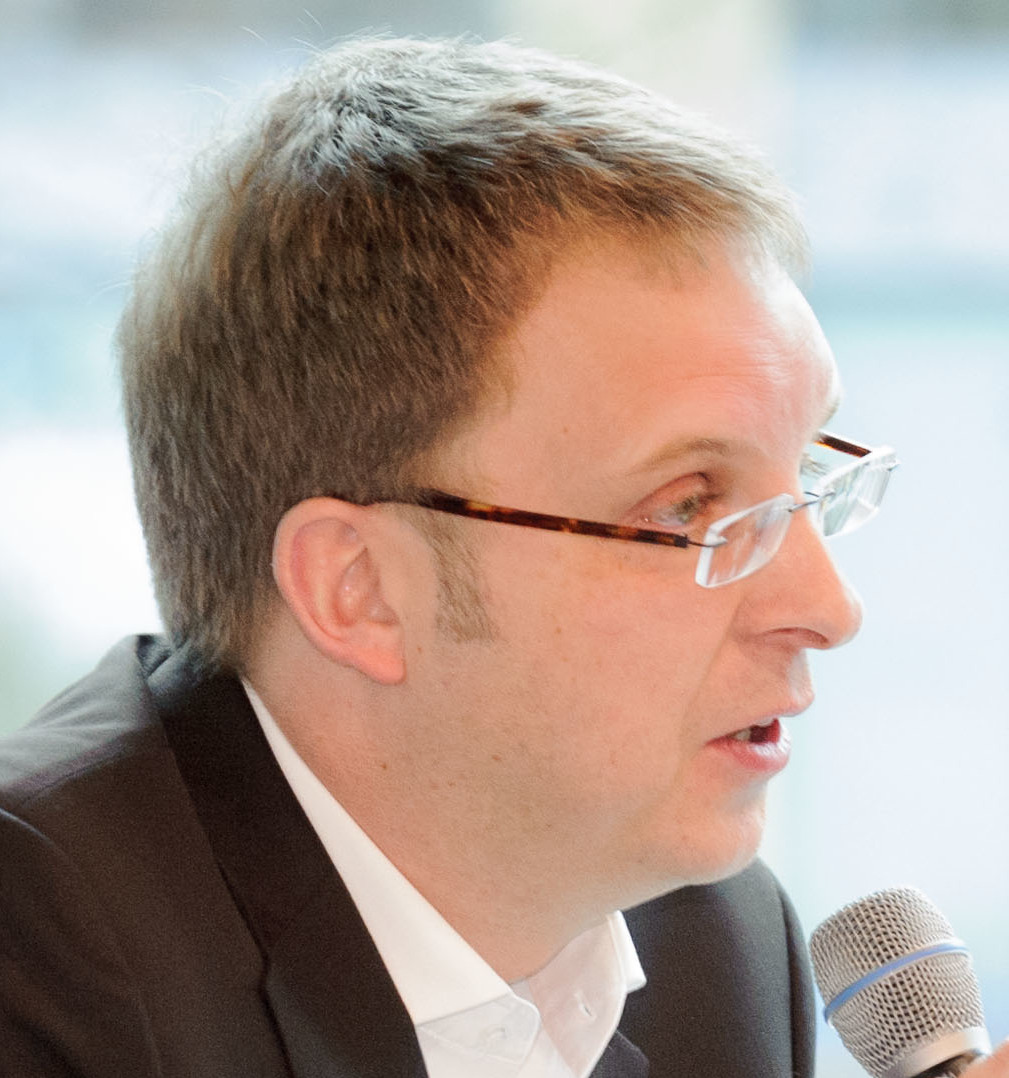
Günther Prokop, 2013

Günther Prokop (* 21. Dezember 1969 in Passau) ist seit 2010 Professor für Kraftfahrzeugtechnik an der Fakultät Verkehrswissenschaften „Friedrich List“ der TU Dresden.
Von 2018 bis September 2022 war er auch Dekan der Fakultät.

## Leben
Günther Prokop schloss 1988 das Gymnasium Leopoldinum in Passau mit dem Abitur ab.
Anschließend studierte er bis 1993 an der TU München Maschinenbau. Hier wurde er durch Stipendien der Hanns-Seidel-Stiftung und des Siemens-Studienkreises unterstützt. Nach dem Erwerb des Diplom-Ingenieurtitels widmete er sich seiner Promotion über das Thema „Optimale Prozessdynamik bei Manipulation mit Robotern“, die er 1998 abschloss. Nach einem einjährigen Aufenthalt an der University of California, Berkeley arbeitete er zunächst von 1999 bis 2002 bei Audi und von 2002 bis 2010 bei BMW. Am 1. Oktober 2010 erhielt er den Ruf zum Professor für Kraftfahrzeugtechnik an die TU Dresden. Im Jahr darauf wurde er geschäftsführender Leiter des Instituts für Automobiltechnik Dresden.

## Schriften
- Der Güterverkehr von morgen. LKWs zwischen Transporteffizienz und Sicherheit. Berlin: Heinrich-Böll-Stiftung, 2012, ISBN 978-3-86928-103-2
- Optimale Prozeßdynamik bei Manipulation mit Robotern. Düsseldorf: VDI-Verlag, 1998, ISBN 978-3-18-371308-0
- Einführung in das Transportwesen. Wien: Exportakademie der Bundeswirtschaftskammer, 1982